# Lycaeides croatica
Lycaeides croatica är en fjärilsart som beskrevs av Grand 1913. Lycaeides croatica ingår i släktet Lycaeides och familjen juvelvingar. Inga underarter finns listade i Catalogue of Life.